# Сейсмічність Нової Зеландії
Нова Зеландія — країна з помірною сейсмічною активністю. Проте, активна тектонічна діяльність в земній корі цього регіону продовжується і на сучасному геологічному етапі формування нашої планети.

## Загальна характеристика
У порівнянні з іншими країнами, розташованими в межах Тихоокеанського вогняного кола, рівень сейсмічної активності в Новій Зеландії невисокий. Однак, в деяких окремих районах країни землетруси і слабкі поштовхи відбуваються досить часто, вони лише зрідка приводять до руйнування. Поштовхи в 7,0 балів (за шкалою Ріхтера) відбуваються в середньому не частіше одного разу на 10 років.
На сучасному етапі зоною підвищеної тектонічної активності і сполученою з цим високим числом землетрусів є західне узбережжя Південного острова і північно-східне узбережжя Північного острова. Найбільша сейсмічна активність спостерігається на Північному острові приблизно на схід і південь від уявної лінії Факатане — Гавера, а також на Південному острові на північ від лінії, що з'єднує мис Фаулуїнд з півостровом Банкс.

## Землетруси у минулі століття
Найсильніший землетрус в Новій Зеландії, силою близько 8,2 балів, було зафіксовано 1855 року поблизу Веллінгтону. Але найбільш руйнівним став землетрус 1931 року в районі Нейпіра, який забрав 256 людських життів.

## Землетруси XXI століття

### 2023
24 квітня, згідно повідомлення Європейського середземноморського сейсмологічного центру, сильний (за шкалою інтенсивності МSK-64) землетрус магнітудою 7,2 балів (за шкалою Ріхтера) стався на островах Кермадек у Новій Зеландії. Глибина залягання гіпоцентру землетрусу сягала 10 км.
26 квітня, згідно повідомлення Associated Press із посиланням на Національну агенцію з надзвичайних ситуацій Нової Зеландії і дані Геологічної служби США (USGS), у Новій Зеландії сталося декілька землетрусів. Перший землетрус стався в районі Хокс-Бей поблизу міста Данневірке, його магнітуда склала 5,4 балів (за шкалою Ріхтера). Незабаром стався ще один землетрус, його магнітуда — 5,2 балів (за шкалою Ріхтера). Після цього виникло ще кілька поштовхів, але вони були легшими. Загрози цунамі в країні не виникало.
31 травня, 05:21 (за київським часом), поблизу південного узбережжя Нової Зеландії стався сильно помірний (за шкалою інтенсивності МSK-64) землетрус магнітудою 6,2 балів (за шкалою Ріхтера). Згідно повідомлення Геологічної служби США (USGS), епіцентр землетрусу знаходився в районі Оклендських островів. Місцева влада загрозу про цунамі — не оголошувала.

### 2025
25 березня, о 14:43 (за місцевим часом), поблизу південного узбережжя Нової Зеландії стався сильно помірний (за шкалою інтенсивності МSK-64) землетрус магнітудою 6,8 балів (за шкалою Ріхтера). В той же час, за даними Головного центру спеціального контролю ДКАУ, магнітуда землетрусу складала 6,1 балів (за шкалою Ріхтера). Епіцентр землетрусу знаходився в Тихому океані, за 160 км на північний захід від островів Снерс та за 78 км на південний захід від острова Південний, гіпоцентр землетрусу залягав на глибині 9 км.

### Цікаві факти
Окрім природи, наведену сейсмічну активність можуть спричинити й деякі музичні концерти. Зокрема, подібне явище трапилось у 2011 році під час шоу американського рок-гурту Foo Fighters в Новій Зеландії.